# Mix non stop
Mix non stop è un programma musicale in onda su m2o Tv.

## Storia
All'interno del programma, lanciato il 24 dicembre e in onda da lunedì a sabato dalle 23:00 alle 1:00, ci sono video musicali di genere House e Dance nuovi e vecchi a rotazione mixati da Eddy Costella e Luca Ambrosini.
Il 31 dicembre 2013 in occasione del capodanno il programma è trasmesso con la durata di 24 ore dalle ore 14:00.
Grazie al successo di capodanno, il programma è stato trasmesso anche nel primo week-end di gennaio 2014 andando in onda tutta la notte e nel giorno della befana trasmesso però durante la giornata.
Dal mese di gennaio 2014 il programma ha subito dei cambiamenti: il programma va in onda solo il venerdì dalle 23:00 alle 1:00 con la replica il sabato e domenica sempre allo stesso orario e ai remix dei brani si aggiunge il dj Fabio Soldi.

## Struttura
Il programma, che non ha conduzione, inizialmente andava in onda dal lunedì al venerdì mentre dal gennaio 2014 è in onda ogni venerdì e in replica il sabato e alla domenica. Il programma ha una durata complessiva di due ore e all'interno di queste ore ci sono i video musicali del momento, i successi degli anni 90 che sono mixati da Luca Ambrosini, i video musicali di genere deep house, mixati da Eddy Costella e dal 2014 i video musicali di genere dance mixati da Fabio Soldi.

### Deejay
I deejay del programma sono:
- Eddy Costella (2013-in corso) mixa video musicali di genere deep house e dance.
- Luca Ambrosini (2013-2014) mixa video musicali dance degli anni 90.
- Fabio Soldi (2014) mixa video musicali di genere dance.

### Puntate speciali
- Capodanno Mix non stop: in onda nel capodanno del 31 dicembre 2013 e trasmesso con la durata di 24 ore dalle ore 14:00.
- Week-end Mix non stop: in onda nel primo week-end di gennaio 2014 con la durata di 10 ore dalle 22:30.
- Befana Mix non stop: in onda nel giorno 6 gennaio 2014 dalle 9:00 alle 21:30.
- Capodanno Mix non stop: in onda nel capodanno del 31 dicembre  2014 e trasmesso con la durata di 24 ore dalle ore 14:00. Mix by Eddy Costella.